# Peixe moqueado
O peixe moqueado é um técnica indígena de secagem do pescado com a finalidade de evitar o apodrecimento, pré-assando-o na brasa (defumação) usando uma churrasqueira improvisada chamada moquém (grelha de galhos).
Não confundir com o peixe avuado; que o modo de assar o peixe na brasa usando o moquém diretamente na praia, temperado apenas com sal e pimenta.

## Saber tradicional
O saber tradicional é um produto histórico resultado do modo de vida de uma população tradicional (intelecto coletivo ou intelecto cultural), de acordo com o relacionamento com a biodiversidade em que está inserida. Este saber se reconstrói na transmissão oral entre as gerações e, possui uma vísivel aplicação prática na sociedade.